# 007: Nightfire
007: Nightfire, anche noto come James Bond 007: Nightfire, è un videogioco del genere sparatutto pubblicato nel 2002 da Electronic Arts. Sviluppato da Eurocom per le console PlayStation 2, Xbox e Gamecube, è stato convertito per Windows da Gearbox Software e per Mac OS da Aspyr. Nel 2003 JV Games ha prodotto una versione per Game Boy Advance.

## Modalità di gioco

### Campagna
Il giocatore deve superare 12 livelli in totale: Paris Prelude, The Exchange, Alpine Escape, Enemies Vanquished, Double Cross, Night Shift, Chain Reaction, Phoenix Fire, Deep Descent, Island Infiltration, Countdown e Equinox. Il giocatore può utilizzare dei gadgets per facilitare l'intrusione.

### Multi-player
Nella versione multiplayer sono disponibili 13 modalità di gioco diverse (6 sbloccabili tramite degli obiettivi nelle missioni single-player) e 27 personaggi giocabili.

## Sviluppo
Lo sviluppo del videogioco è partito dalla Electronic Arts con i suoi team di sviluppo EA Vancouver e EA Redwood Shores e Eurocom in Regno Unito. Eurocom si è occupata della parte meccanica del gioco, mentre la Electronic Arts si è occupata delle parti di inseguimento. Le cinematiche e la colonna sonora sono state ideate da una terza compagnia sparsa da Los Angeles a Toronto. Il suo sviluppo è iniziato il settembre del 2000 sotto il nome di Phoenix Rising con il personaggio che recitava Bond, Pierce Brosnan. Il gioco doveva uscire assieme al film rilasciato il novembre 2002, La morte può attendere. Per ricreare la faccia di Brosnan, lui si è offerto di farsi "scannerizzare la faccia" che fu poi processata in un digitalizzatore laser e lavorata da dei modellatori 3D. Due mesi prima del suo rilascio sul GameCube, è stato sviluppato un sistema di particelle diverso per appagare alle debolezze tecniche della console.

## Accoglienza
007: Nightfire è stato nominato agli Interactive Achievement Awards come Console First Person Action Game of the Year.
Il gioco ha venduto oltre 5 milioni di copie, considerando le versioni distribuite per PlayStation 2, GameCube, Xbox e personal computer.